# THE FAKES
THE FAKES（ザ・フェークス）は、日本の歌手グループ。大物歌手・俳優のそっくりさん3人が結成したユニット。
2009年12月23日デビュー。福井県を拠点に活動中。

## メンバー
- 中塚ヒデキ（西城秀樹のそっくりさん）
- 野呂五郎（野口五郎のそっくりさん）
- 飯島正和（岩城滉一のそっくりさん）

## CD
- 『ガラスの階段』（作詞：森本隆　　作曲：恒見コウヘイ）

## 出演番組・書籍・新聞
- 午後はとことんワイド（FBCラジオ）
- 福井新聞エンタの森（2009年12月1日）
- POWER STATION HOT40（FM福井、2010年1月22日）
- おじゃまっテレ（FBCテレビ、2010年2月10日）
- 北陸おもしろネット・向こう三県両ドナリ!（FBCラジオ他、2010年2月11日）
- 日刊県民福井（2010年2月11日）
- 中日新聞 福井県版 (2010年2月13日）
- U・LA・LA@7（東京メトロポリタンテレビ、2010年2月17日）
- Life Is（FM福井、2010年2月23日）
- エコーメイト（FBCラジオげんき一番内）